# Sīnāb
Sīnāb (persiska: سیه ناب, Sīyah Nāb, سیناب, سین آب, سیه ناب سین آباد) är en ort i Iran.   Den ligger i provinsen Östazarbaijan, i den nordvästra delen av landet, 500 km nordväst om huvudstaden Teheran. Sīnāb ligger 1 666 meter över havet och antalet invånare är 843.
Terrängen runt Sīnāb är kuperad åt sydväst, men åt nordost är den platt. Sīnāb ligger nere i en dal.Runt Sīnāb är det ganska glesbefolkat, med 43 invånare per kvadratkilometer. Närmaste större samhälle är Bostānābād, 10,6 km sydväst om Sīnāb. Trakten runt Sīnāb består i huvudsak av gräsmarker.